# Wola Gosławska
Wola Gosławska – wieś w Polsce położona w województwie łódzkim, w powiecie łowickim, w gminie Bielawy.
| SIMC    | Nazwa      | Rodzaj    |
| ------- | ---------- | --------- |
| 0724991 | Leśniewice | część wsi |

W latach 1975–1998 miejscowość administracyjnie należała do województwa skierniewickiego.